# Ной Димитров
Ной Димитров е български революционер, кратовски войвода на Вътрешната македоно-одринска революционна организация.

## Биография
Ной Димитров е роден през 1878 в кратовското село Зелениград, тогава в Османската империя. През 1907 година става четник при Йордан Спасов, а по-късно е самостоятелен кратовски войвода.
| Чета на Ной Димитров, 8 август 1907 година | Чета на Ной Димитров, 8 август 1907 година | Чета на Ной Димитров, 8 август 1907 година | Чета на Ной Димитров, 8 август 1907 година | Чета на Ной Димитров, 8 август 1907 година |
| Номер                                      | Име                                        | Селище                                     | Околия                                     | Забележка                                  |
| ------------------------------------------ | ------------------------------------------ | ------------------------------------------ | ------------------------------------------ | ------------------------------------------ |
| 1.                                         | Ной Димитров                               |                                            |                                            |                                            |
| 2.                                         | Петко Манев                                | Вакъв                                      | Кратовска                                  |                                            |
| 3.                                         | Янко Арсов                                 | Крилатица                                  | Кратовска                                  |                                            |
| 4.                                         | Христо Митов                               | Несрам                                     | Костурска                                  |                                            |
| 5.                                         | Петър Георгиев                             | Ращак                                      | Скопска                                    |                                            |
| 6.                                         | Стоян Янев                                 | Граница                                    | Кюстендилска                               |                                            |
| 7.                                         | Васе Ников                                 | Радичевци                                  | Кюстендилска                               |                                            |
| 8.                                         | Андон Димитров                             | Кюстендил                                  |                                            |                                            |
| 9.                                         | Илия Златанов                              | Кюстендил                                  |                                            | [ 2 ]                                      |

При избухването на Балканската война в 1912 година е доброволец в Македоно-одринското опълчение първоначално е в четата на Славчо Абазов, а по-късно в 3 рота на 13 кукушка дружина и в Сборната партизанска рота на МОО.